# Vieille Bourse
Pour les articles homonymes, voir Bourse.
Ne pas confondre avec la Vieille bourse de Copenhague

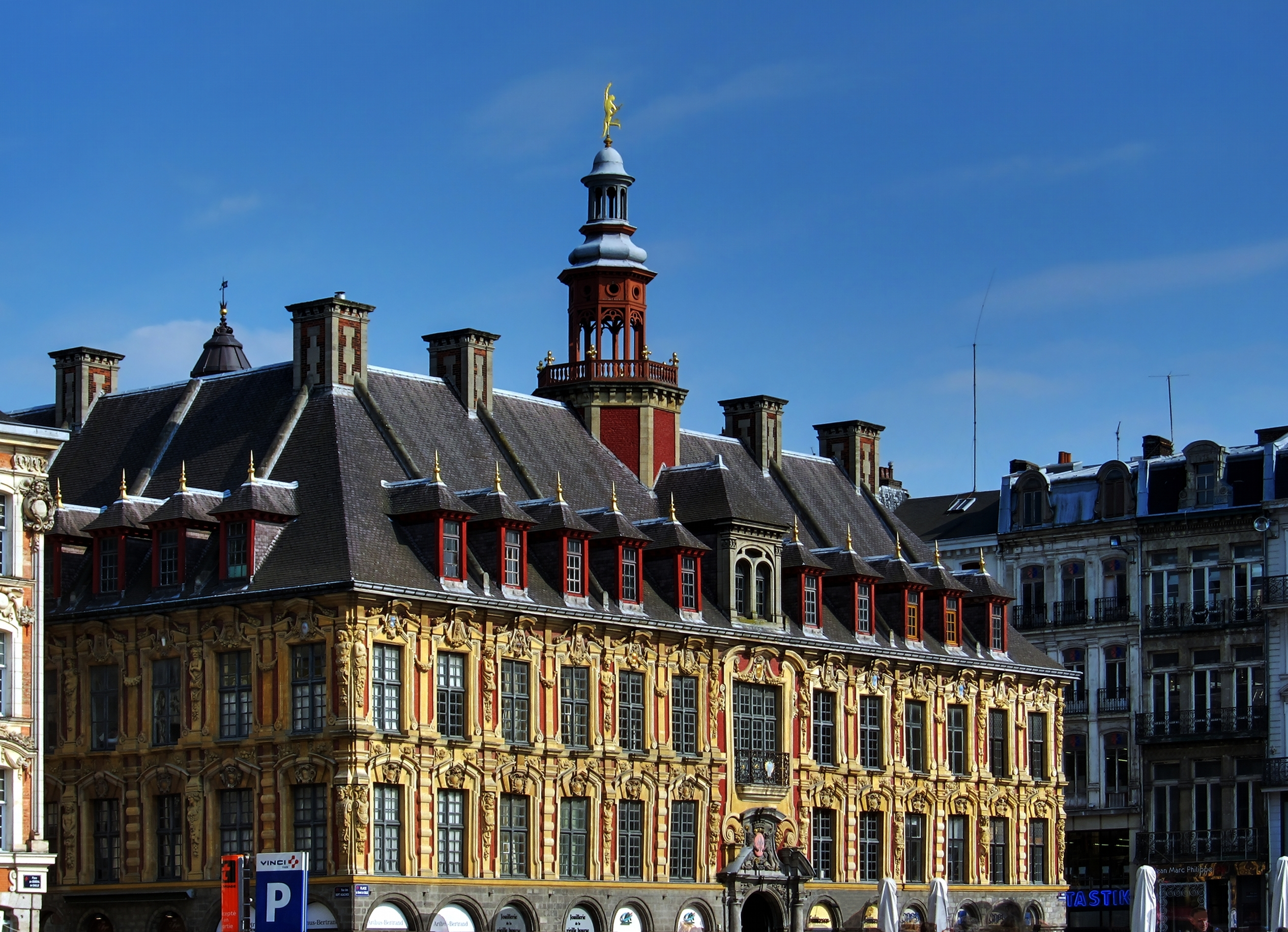
Vue de la façade côté Grand Place. Au sommet, le Campanile et la statue dorée de Mercure.

La Vieille Bourse de Lille est un des monuments les plus prestigieux de cette ville du Nord de la France. Située entre la Grand'Place et la Place du Théâtre, elle est l'un des témoins de l'intense activité économique qui se déroulait à Lille durant le Grand Siècle. Elle est appelée « Vieille bourse » depuis la construction de la nouvelle Chambre de Commerce (dite « Nouvelle bourse ») dans les années 1910.  Elle a été construite en 1653 et a été classée monument historique en 1921 et 1923.
Le bâtiment, quadrangulaire, se compose de 24 demeures identiques qui renferment la cour intérieure, lieu où se donnent aujourd'hui rendez-vous bouquinistes, fleuristes, joueurs d'échecs, flâneurs et touristes.
Ce site est desservi par la station de métro Rihour.

## Histoire
Construit au milieu du XVIIe siècle alors que la ville est sous souveraineté espagnole, le bâtiment, restauré au XIXe siècle ainsi que de 1989 à 1998 (association Mécénat), a conservé tout son éclat. Pour rappeler leur intervention dans la restauration de la Bourse, les grandes entreprises régionales ont tenu à faire ériger leur blason sur les cartouches surplombant les fenêtres supérieures du monument.
Classée monument historique par arrêté du 25 mai 1921 et par décret du 9 juin 1923, la Vieille Bourse est le témoin d'une période faste et décisive dans l'histoire économique et commerciale de la cité, alors en concurrence avec ses sœurs flamandes : Anvers, Gand et Bruges.

### 1651: Bourse de commerce
En 1651, sur la suggestion des Corporations, le Magistrat de Lille obtient de Philippe IV d'Espagne l'autorisation de construire sur le domaine public « une bourse à usage des marchands qui sera environnée et enclose de 24 maisons ».
La ville de Lille vend ainsi à 24 commerçants les parcelles de terrain sises sur la place du marché et prend à sa charge la construction des galeries, du pavement de la cour intérieure et des 4 entrées. Le Magistrat chargea le 19 avril 1652 l'architecte Julien Destrée d'établir un plan de la future bourse. Ce dernier déclara dans son cahier des charges que les maisons avec échoppe auront la "même hauteur, symétrie et structure, suivant en tout les modèles de relief tracés tant pour le dehors que le dedans de la Bourse, à charge expresse de suivre les plans qui en seront délivrés, tant pour les pieds droits, couvertures et fenêtres, que pour les moulures, chambranles et entablements". Les propriétaires devront de plus construire leur maison conjointement et simultanément.
Le bâtiment est construit entre le printemps 1652 et l'automne 1653 sous la direction de Julien Destrée, afin d'offrir aux marchands un monument majestueux comparable à la bourse d'Anvers, élevé en 1531, dont s'est inspiré l'architecte pour réaliser la Vieille Bourse, qui remplace désormais la fontaine au Change aujourd'hui disparue. L'architecte s'inspira par ailleurs de la bourse d'Amsterdam, construite entre 1608 et 1611, démolie au XIXe siècle.
La cour de la Bourse était originellement privée, les entrées y étaient en effet réservées.
On retrouve une architecture typique de la Renaissance flamande du XVIIe siècle, qui mêle la couleur à l'exubérance des formes : guirlandes de fruits, cornes d'abondance, pilastres et trumeaux richement ornementés… Chaque corps sculpté faisant office de pilastre est une représentation païenne de la vie commerciale lilloise. Julien Destrée, architecte mais également "esgrinier" (sculpteur sur bois), s'est aidé pour la composition ornementale des façades des planches réalisées par le graveur Pierre Collot en 1633, diffusées dans toute la région,.
L'emblème de la Bourse de Lille est sans conteste la statue de Mercure — dieu du commerce — couronnant le sommet du campanile.

### 1853

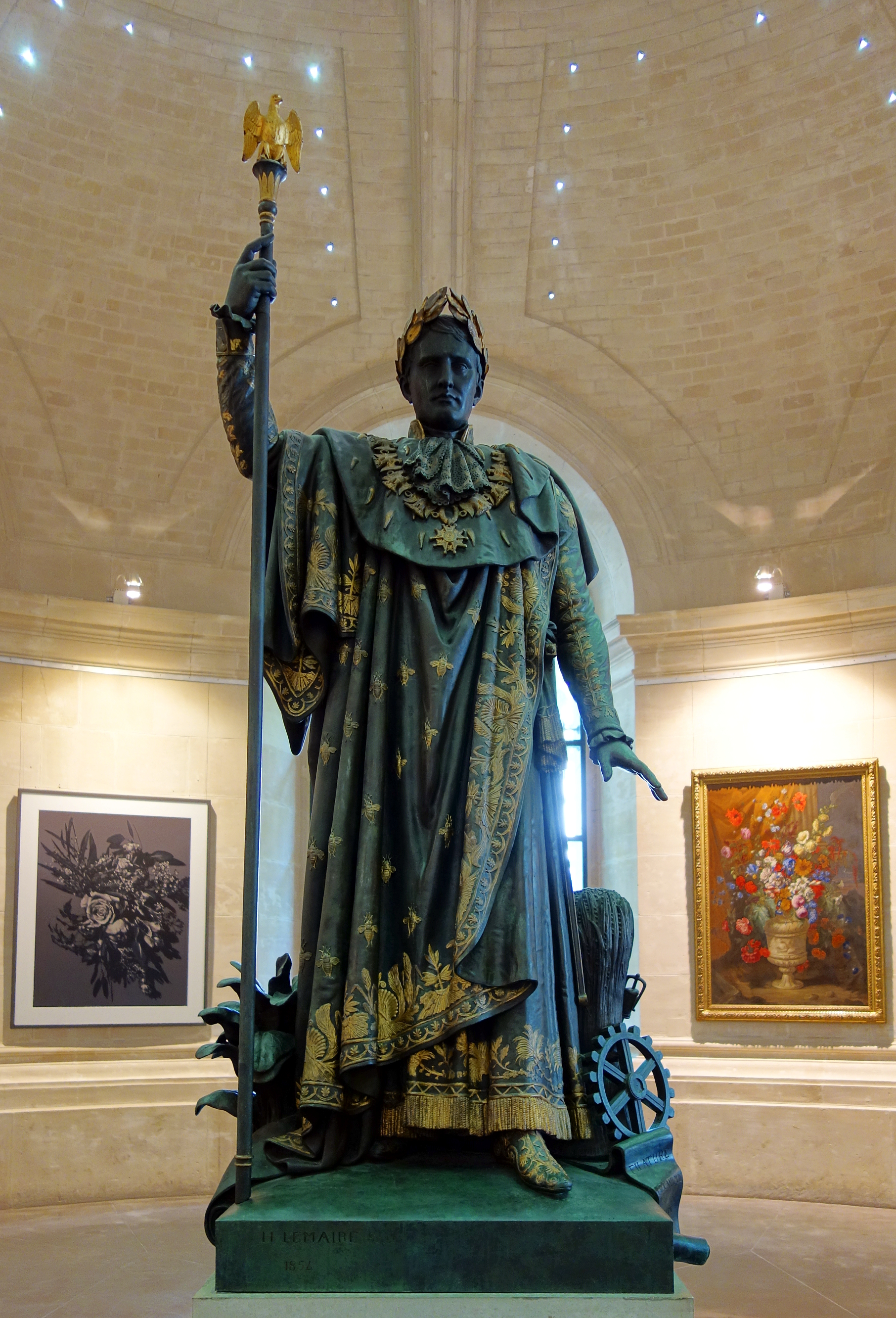
Statue de l'Empereur Napoléon, protecteur de l'industrie - 1853 (sculpteur : Philippe Joseph Henri Lemaire ; architecte : Charles Benvignat)

Le 24 septembre 1853, la chambre de commerce de Lille organise une réception en la présence de Napoléon III, avant d'inaugurer le 9 octobre suivant la pose de la première pierre d'une statue de Napoléon 1er dans l'immeuble qui sera appelé plus tard "Vieille Bourse". C'est le début d'un chantier de rénovation des portes et de la galerie qui est confié à Charles Benvignat, architecte de la ville. Frédéric Kuhlmann, président de la chambre de commerce de Lille, y fait un discours remarqué sur l'essor de l'industrie nationale. La Bourse de Lille accueille alors un groupe de mines de charbon en forte expansion.
Un panorama historique des figures de l'industrialisation en France et à Lille est inclus dans le discours de Frédéric Kuhlmann lors de cet événement, correspondant aux tableaux en l'honneur des savants et inventeurs qui ont rendu les services les plus éminents, apposés l'année suivante sur les murs de la cour intérieure de la Vieille Bourse.
Y est fait référence au décret de Bois-le-Duc du 12 mai 1810 « qui accorde un prix d'un million de francs à l'inventeur de la meilleure machine propre à filer le lin » (Philippe de Girard), encourageant la création d'usines de filature mécanique du lin, et les décrets des 25 mars 1811 et 15 janvier 1812, promouvant la fabrication de sucre de betterave (Louis-François-Xavier Crespel-Delisse). « En encouragent par des récompenses nationales la création en France de la filature mécanique du lin et de la fabrication du sucre de betterave, comme il l'avait fait pour la filature de coton et le tissage, Napoléon avait pressenti toute l'influence que les industries nouvelles pouvaient exercer (...) Napoléon Ier pouvait-il espérer qu'en moins d'un demi-siècle, la filature mécanique de lin compterait 60 établissements dans la seule ville de Lille; qu'un seul département, faisant mouvoir 250 000 broches, occuperait à ce travail 12 000 ouvriers ? (...) Nos chemins de fer, nos canaux, nos ports, tous ces auxiliaires de l'activité humaine ont attiré simultanément votre attention. (...) Il n'est pas d'homme aux idées plus abstraites qu'Ampère, et certes on ne saurait, au premier aperçu, à quel titre il prendrait place dans ce Panthéon de l'industrie, et cependant ses travaux ont donné ouverture à la télégraphie électrique (et aux) applications industrielles de l'électricité. (...) Déjà ne voyez-vous pas la chaîne du métier à la Jacquard s'animer sous le courant électrique, sans le secours des cartons dus à l'invention de l'immortel artisan ? Demain, oui demain, ce ne sera plus la pensée seulement qui se transmettra instantanément à des distances infinies, c'est Liszt qui, de son cabinet, fera entendre les prodiges de ses notes sonores sur le théâtre de Londres ou de Saint-Pétersbourg. (...) glorification vivante des génies qui ont concouru à l'édification de notre prospérité agricole et manufacturière (...) Il y verra Leblanc affranchir le pays d'un lourd tribut payé à l'étranger (...) ». Parmi une quinzaine de savants et inventeurs français cités par Frédéric Kuhlmann, sont mis en exergue Philippe de Girard, inventeur de la machine à filer le lin, réintroduite à Lille par Antoine Scrive-Labbe, Jacquard pour le tissage, Oberkampf, François Richard-Lenoir et Liévin Bauwens pour l'industrie du coton, et en chimie Berthollet, Leblanc, Achard, Vauquelin, Brongniart, Conté, Chaptal, Gay-Lussac, et aussi Arago, Ampère et Monge.
Est annexée au document support du discours de Kuhlmann et remise à Napoléon III une liste de patrons lillois et leurs domaines d'activités industrielles en 1853, particulièrement dans les domaines de la construction de machines et mécanique, du tissage et filature mécanique du lin et du coton, la teinturerie, apprêts, rouissage, la fabrication de produits chimiques, noir animal et colorants, soude artificielle, savonnerie, l'agroalimentaire avec la raffinerie du sucre et la fabrication de chicorée. Le débat sur le protectionnisme et le libre échange est déjà en gestation dans les discours de 1853, prélude au traité Cobden-Chevalier de libre échange franco-anglais applicable de 1860 à 1892 et qui accroît la concurrence, nécessitant des ingénieurs pour mettre en œuvre les meilleures pratiques industrielles.
À la fin de ce discours, Napoléon III délègue au sénateur Jean-Baptiste Dumas, ancien ministre et cofondateur de l'École centrale des arts et manufactures, le soin de venir à Lille le 9 octobre 1853 pour des échanges avec Frédéric Kuhlmann sur l'établissement d'une école supérieure industrielle, qui est aujourd'hui devenue l'École centrale de Lille.
La statue de l'Empereur Napoléon, protecteur de l'industrie, dont la première pierre a été posée en 1853, a été transférée au Palais des beaux-arts de Lille en 1976.

### 1861: L'année de l'ouverture d'une bourse des valeurs
Lille vit ensuite un engouement pour les mines de charbon, qui constituent jusqu'en 1910 l'essentiel de la Bourse des valeurs de Lille, ouverte en 1861 dans des locaux de la vieille Bourse. Elle est cependant très peu liquide: seulement 3,4 % du capital change de mains chaque année.
L'action de la Compagnie de Lens, très belle "affaire familiale", du "clan Scrive-Bigo-Danel", vaut 44 700 francs en 1875, multipliée par 22 en seize ans. Son statut de "société civile commerciale" la dispense de publier toute information, jusqu'à l'introduction en Bourse de Paris en 1902, où l'ont rejointe un tiers des mines nordistes, menées dès 1875 par la Compagnie de Béthune.

### 1920: L'inauguration de la nouvelle Bourse

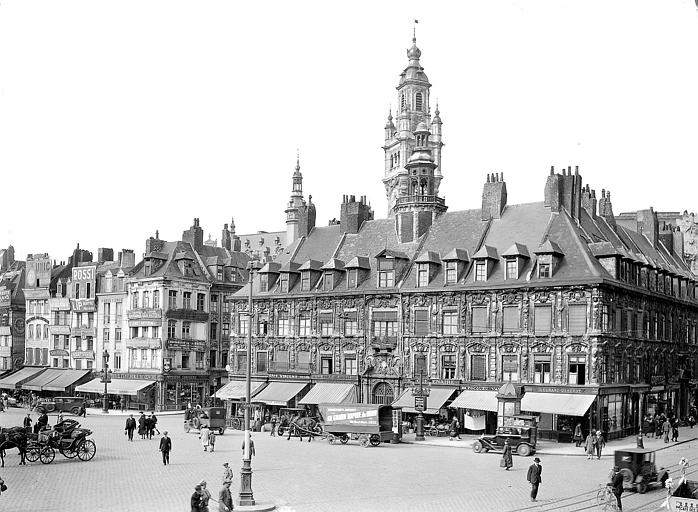
Vieille Bourse vers 1925

La Bourse reste en activité jusqu'en 1920, date d'inauguration de la nouvelle Bourse. Classée monument historique la même année, elle prend alors l'appellation de Vieille Bourse.

## La cour intérieure

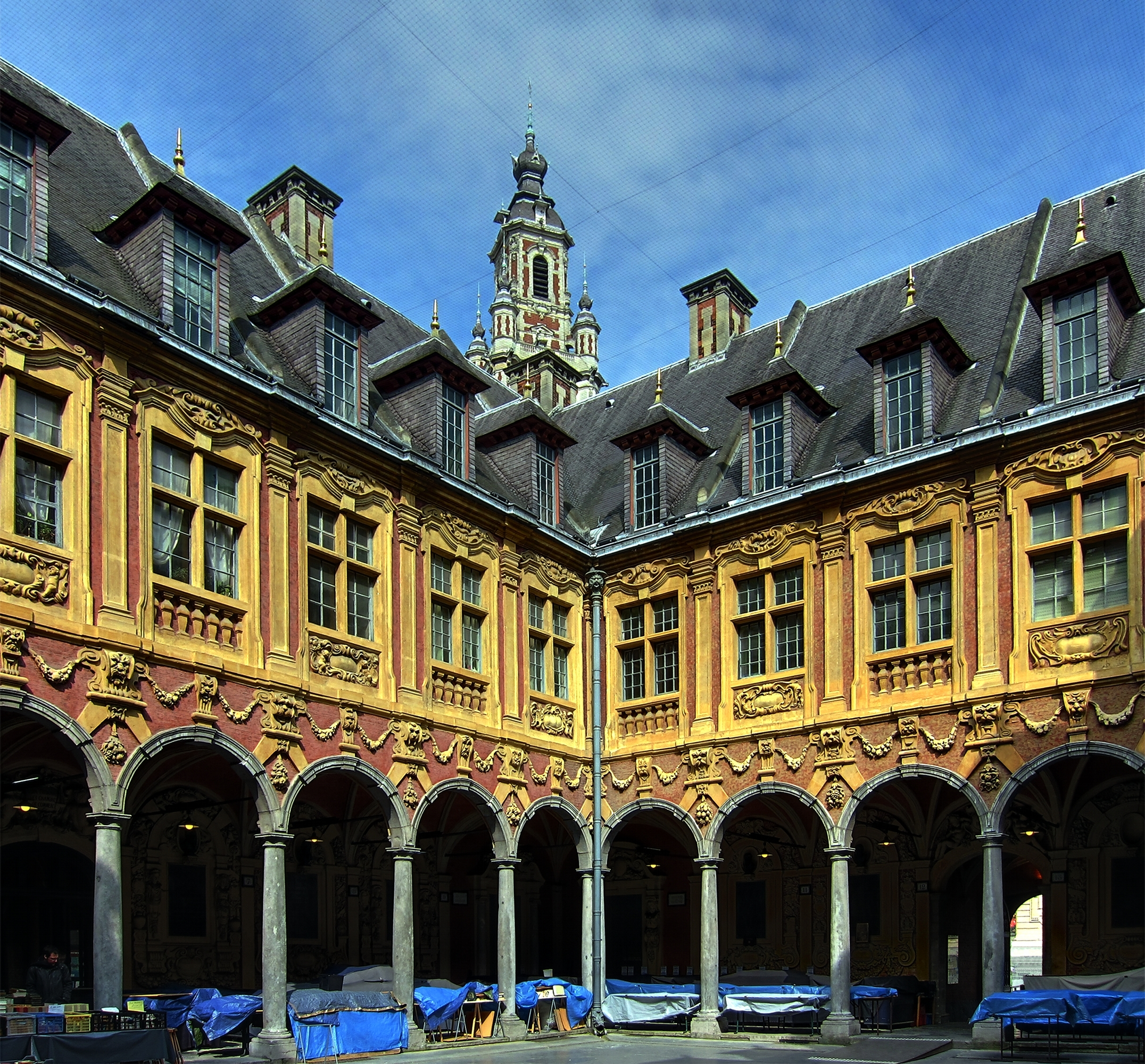
Arcades de la Cour Intérieure.

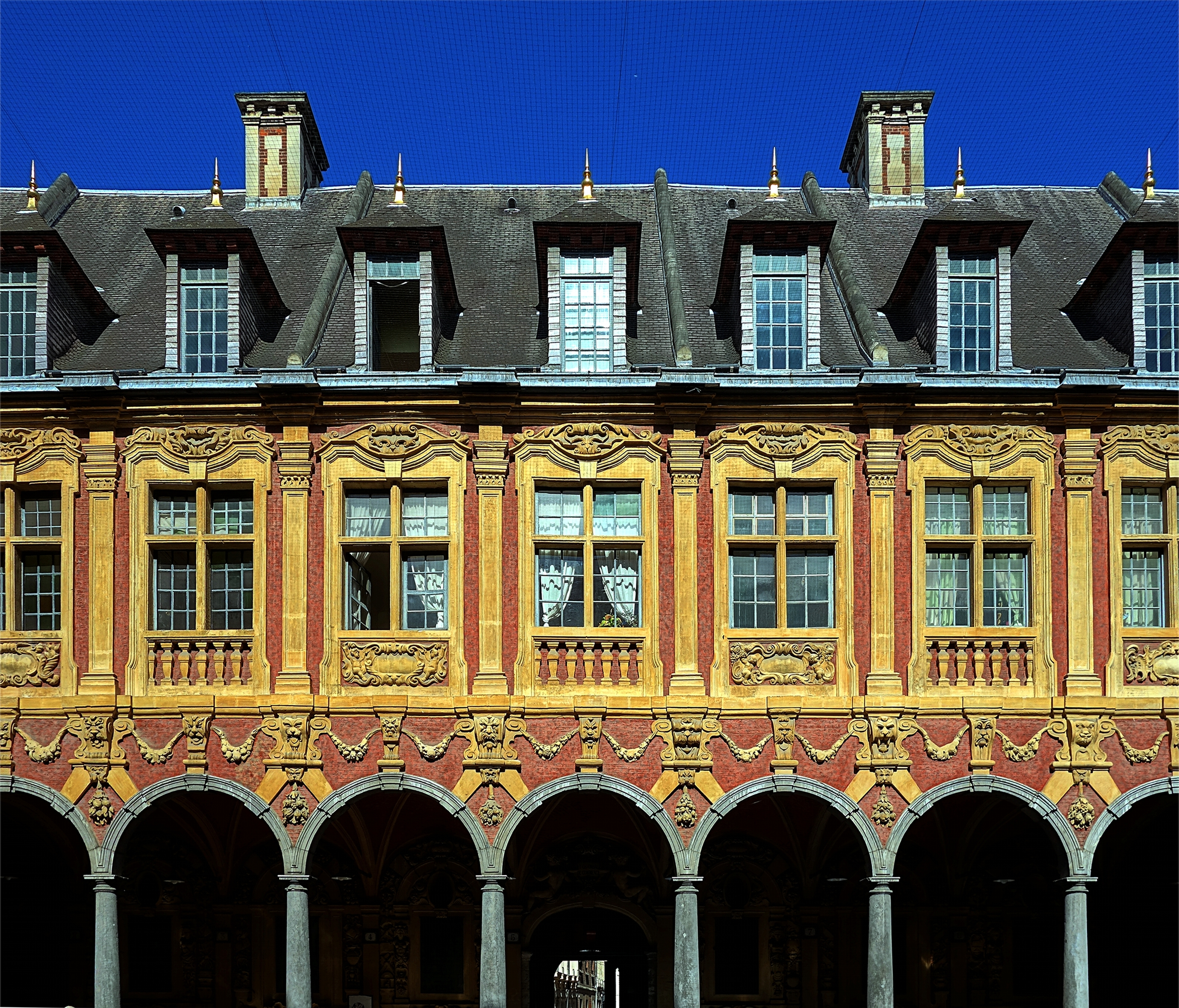
Cour intérieure de la vieille bourse. Photo septembre 2013.

Quatre entrées permettent d'y accéder (seule l'entrée située place du théâtre est accessible en fauteuil grâce à une rampe) et chacune possède un cartouche à l'intérieur rappelant les valeurs de la bourse:
- L'Industrie reconnaissante 1853 (entrée Grand'Place)
- Aux tribunaux et chambre de commerce (entrée rue des 7 agaches)
- Au génie inventif (entrée place du théâtre)
- Honneur au travail (entrée rue Manneliers)

La cour intérieure est formée par quatre galeries couvertes, les numéros des demeures apparaissent sur les murs:
- la Galerie du campanile au numéro 1
- la Galerie des courtiers aux numéros 2, 3, 4, 5, 7, 8, et 9
- la Galerie du théâtre aux numéros 11, 12, 13 et 14
- la Galerie des agents de change aux numéros 17, 18, 19, 20, 21 et 23.

### Galerie du campanile

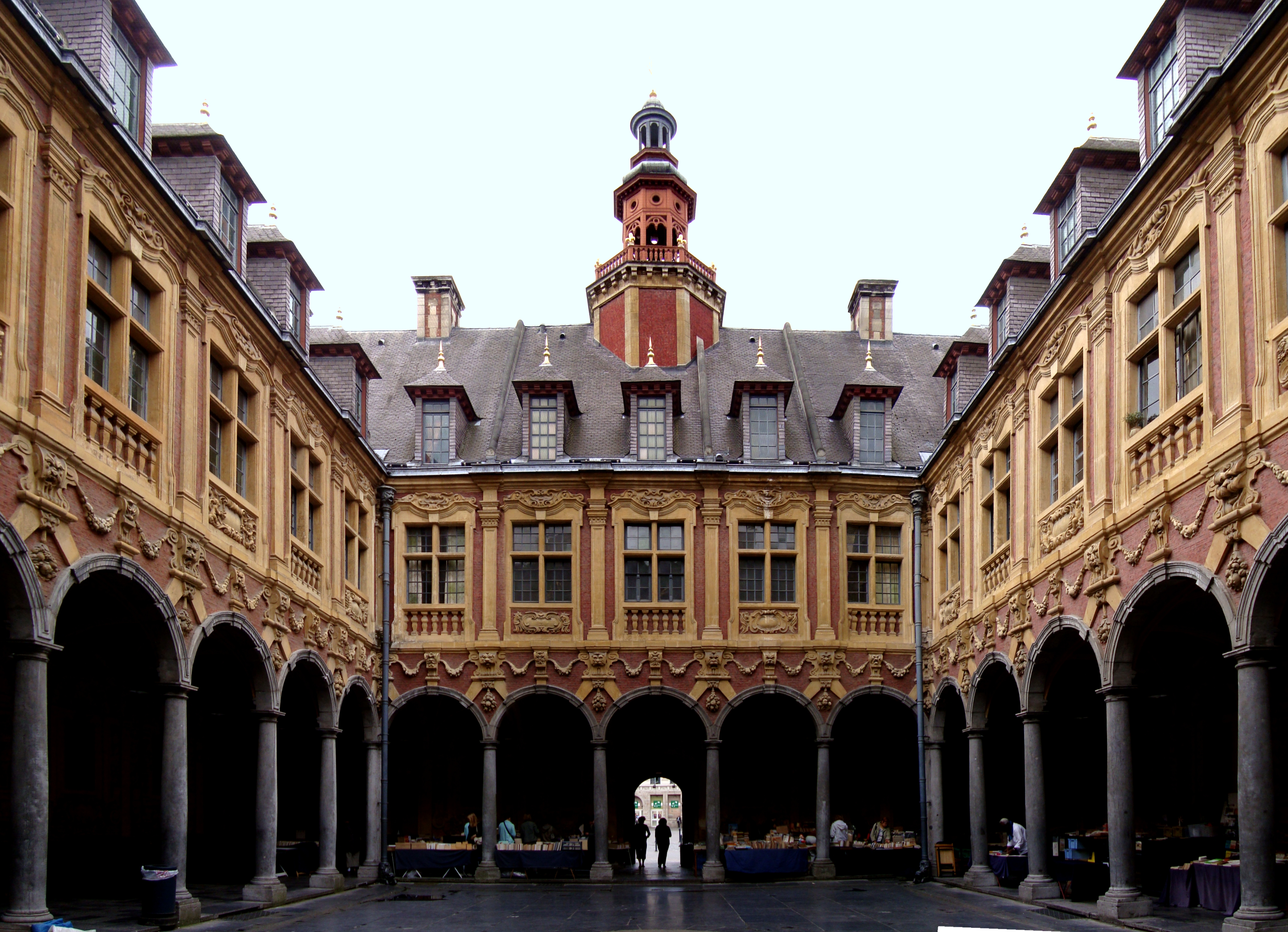
Galerie du campanile

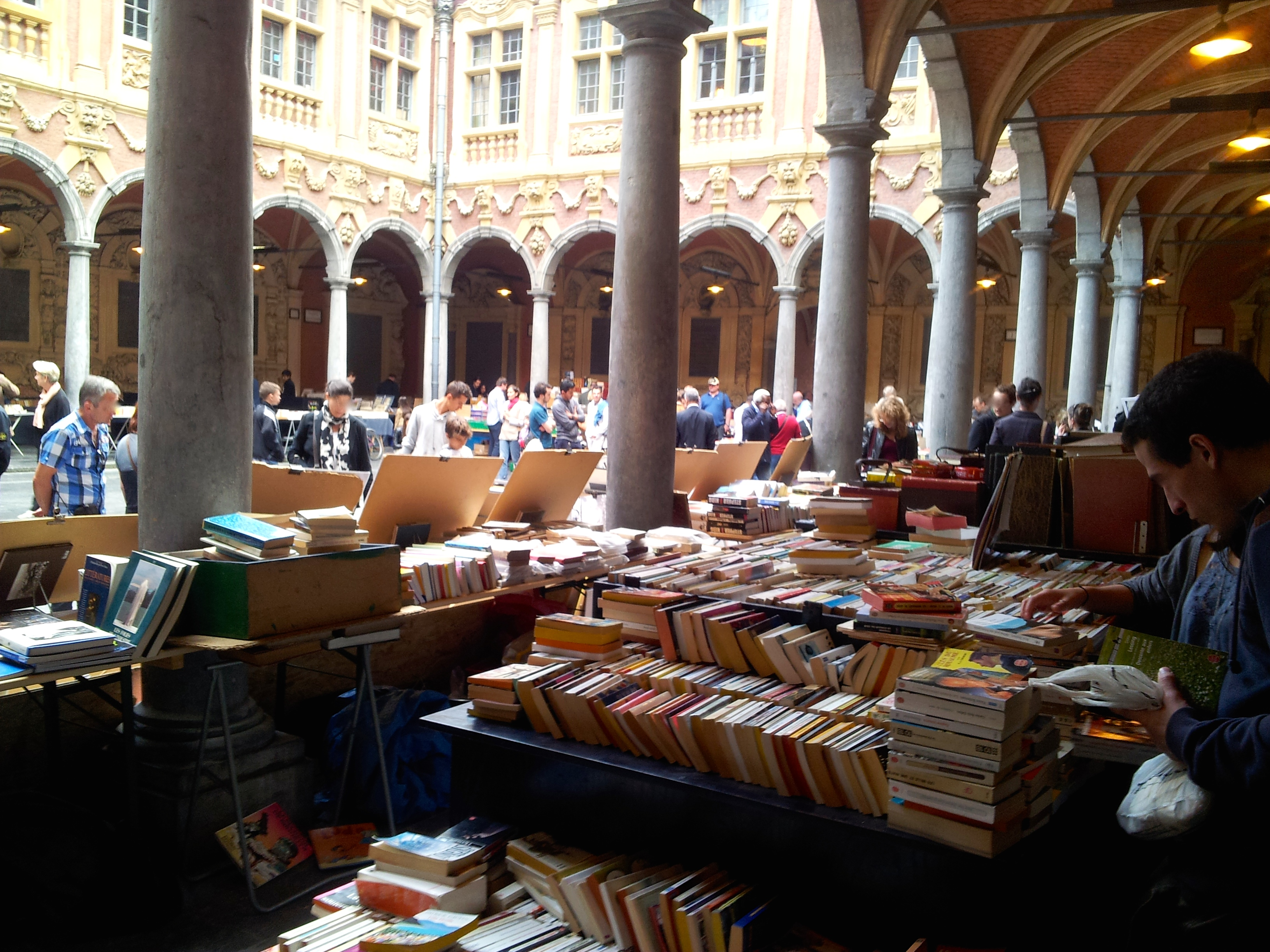
Marché du livre d'occasion à l’intérieur de la Vieille Bourse.

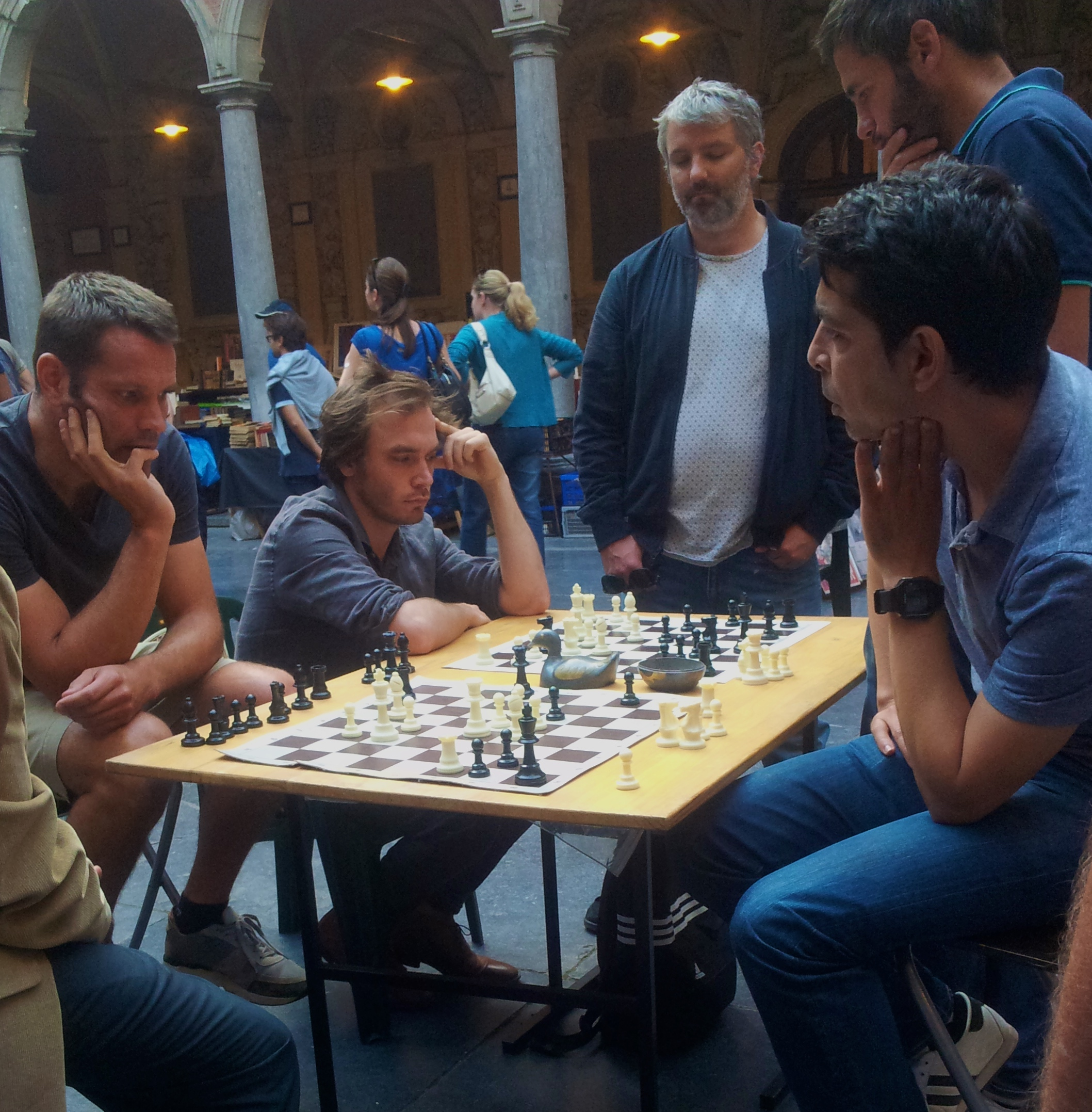
Des parties de jeu d'échecs organisées quotidiennement à la Vieille Bourse

Située entre le no 1 et le no 2, une plaque rappelle que pendant de nombreuses années la statue de Napoléon Ier s'érigeait au centre de la cour jusqu'à son déplacement dans les années 1970 au Palais des beaux-arts de Lille.
La plaque porte l'inscription suivante : L'an 1853 le 24 septembre, Sa Majesté l'empereur Napoléon III a visité la bourse de Lille et a daigné approuver les dispositions prises par la chambre de commerce pour l'érection d'une statue à l'empereur Napoléon Ier. Signé Napoléon. Sa Majesté a délégué pour la représenter à la cérémonie de la pose de la 1re pierre du monument à ériger M. le sénateur Dumas en sa qualité d'ancien ministre de l'agriculture et du commerce. Étaient présents MM. le maréchal Vaillant, Philippe Joseph Henri Lemaire membre du corps législatif et sculpteur, Besson préfet du département du Nord, A. Richebé maire de la ville de Lille, F. Kuhlmann président de la chambre de commerce, Ch. Verley vice-président, Th. Rouzé trésorier, Membres de la chambre H. Bernard, J. Decroix, Alf. Descamps, J. Lefebvre, H. Loyer, Tilloy-Casteleyn, Ad. Bonte, E. Delesalle, Descat-Leleux, E. Lelièvre, Scrive-Bigo, Wattine-Bossu, A. Blondeau secrétaire.
Personnalités mises à l'honneur dans la galerie du campanile, côté place du général De Gaulle (Grand'Place) : 

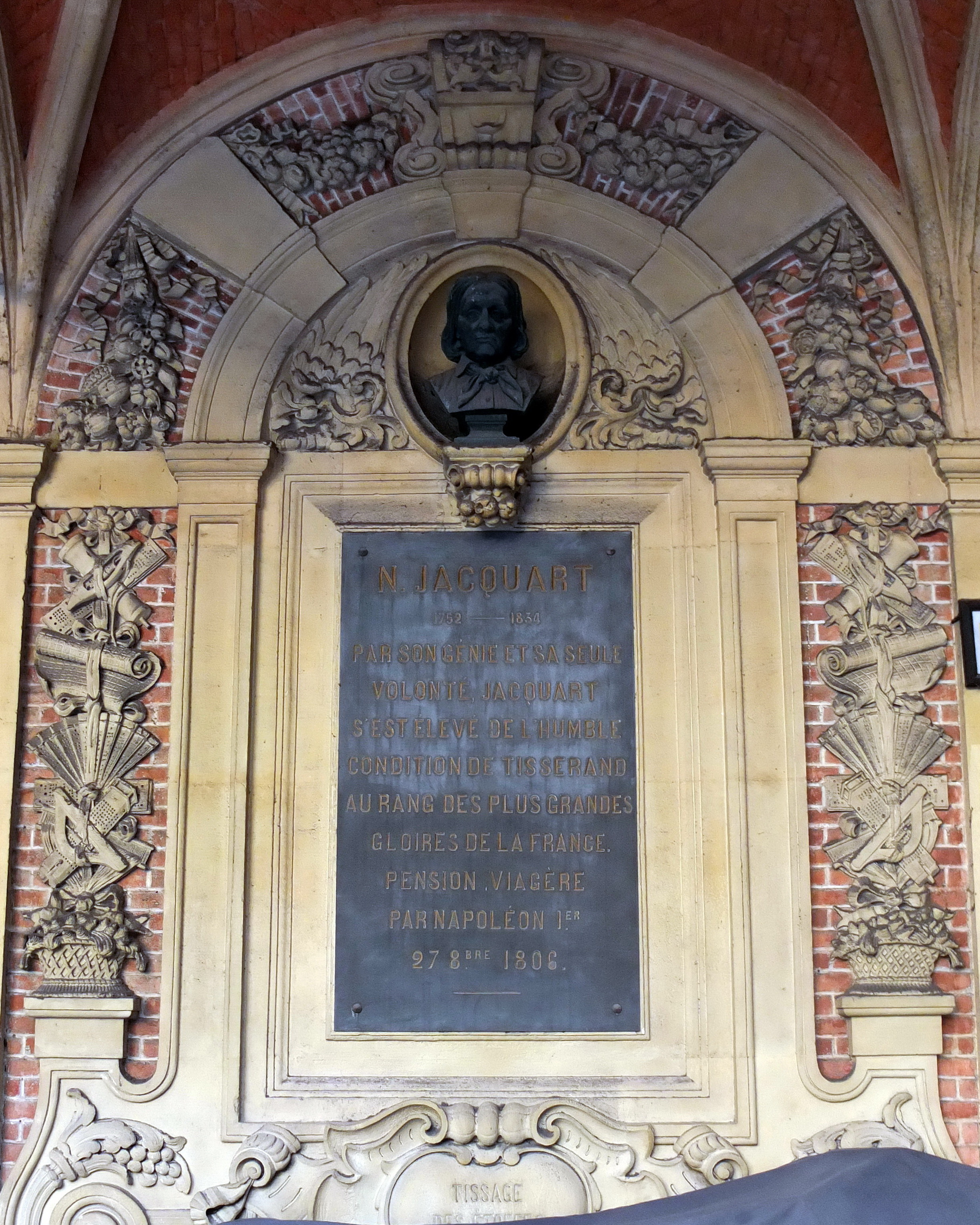
Joseph Marie Jacquard.
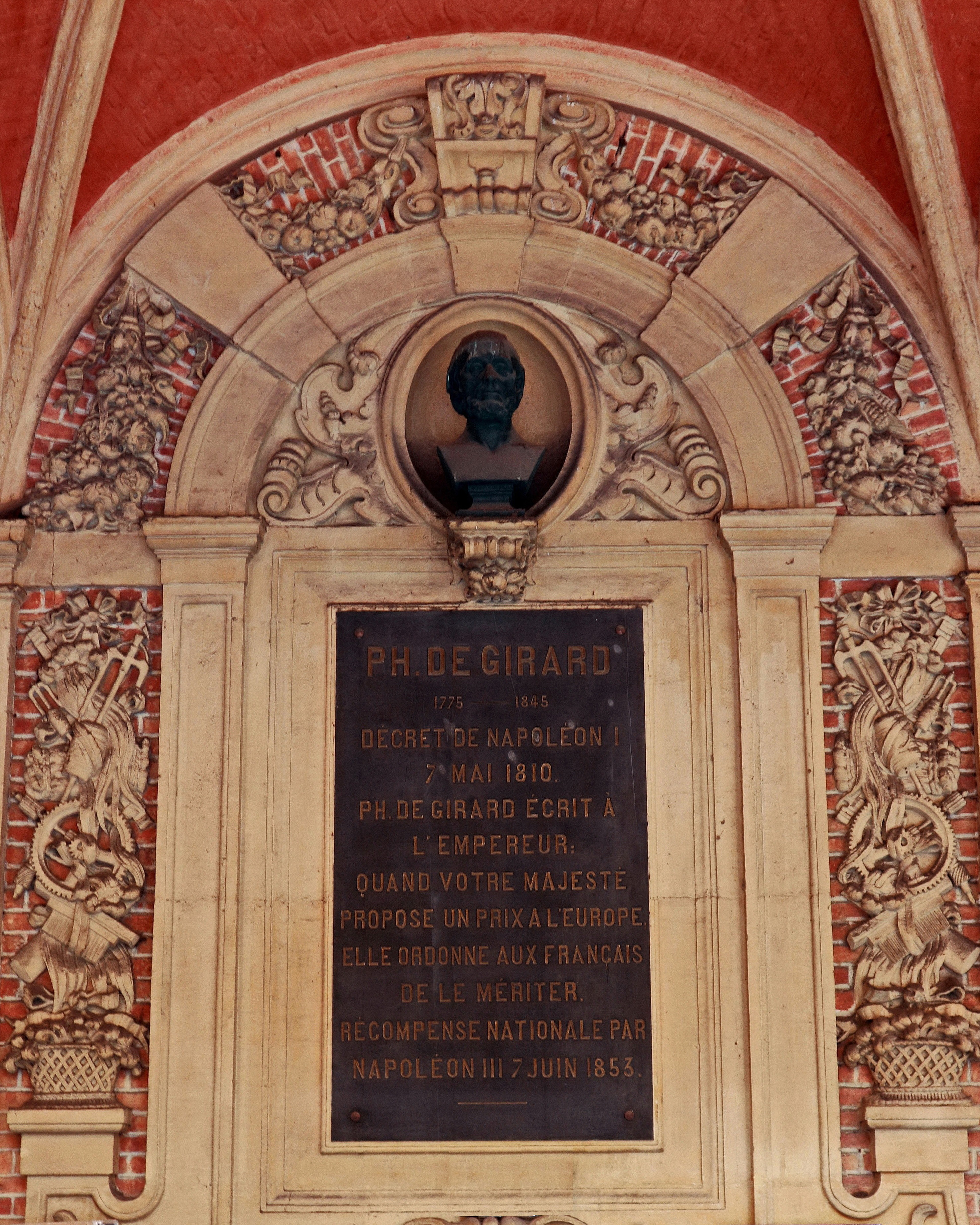
Philippe de Girard

Plaque

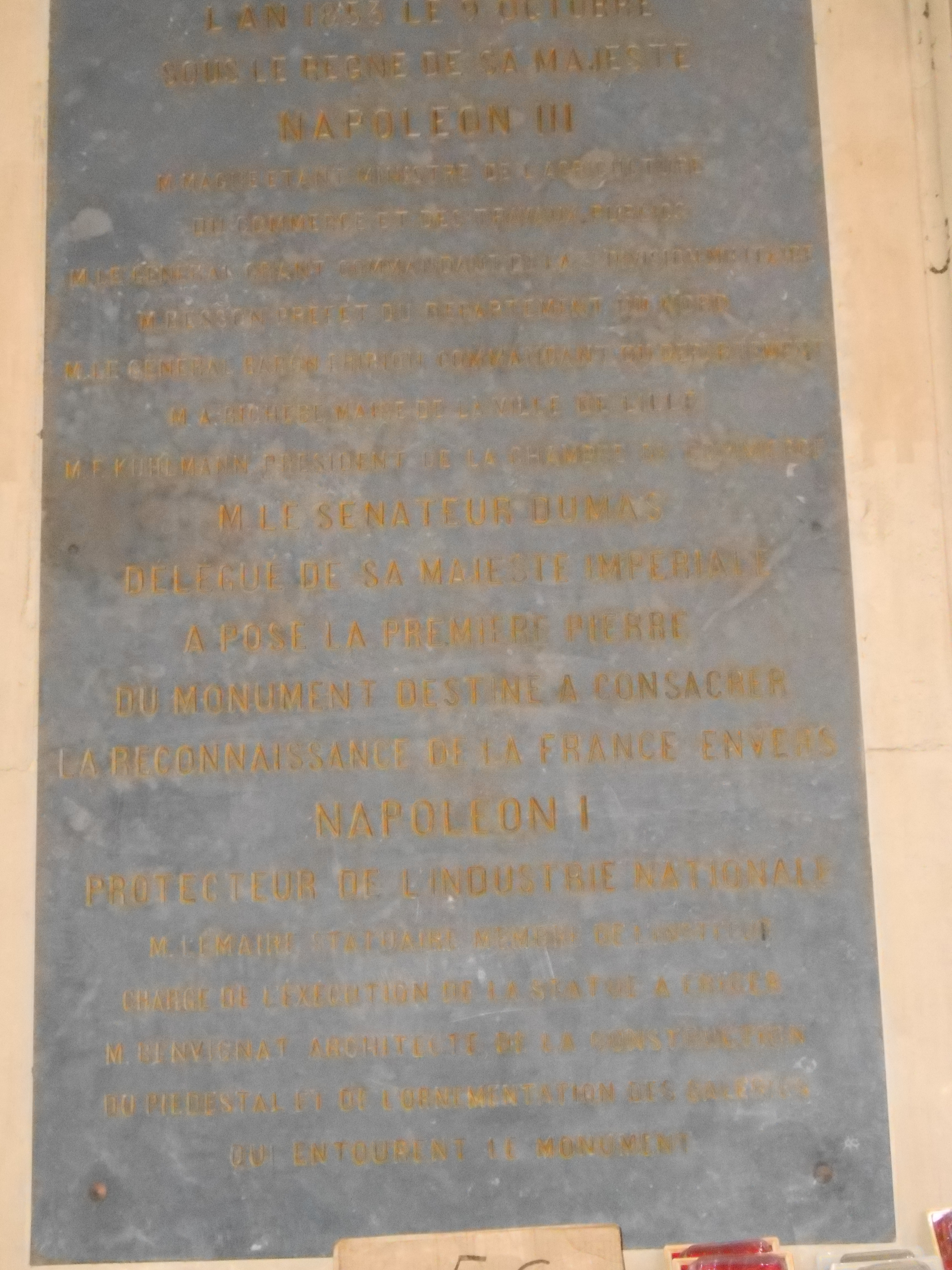
Plaque commémorative - 1853

### Galerie des agents de change
Personnalités mises à l'honneur dans la galerie des Agents de Change, côté rue des Manneliers.

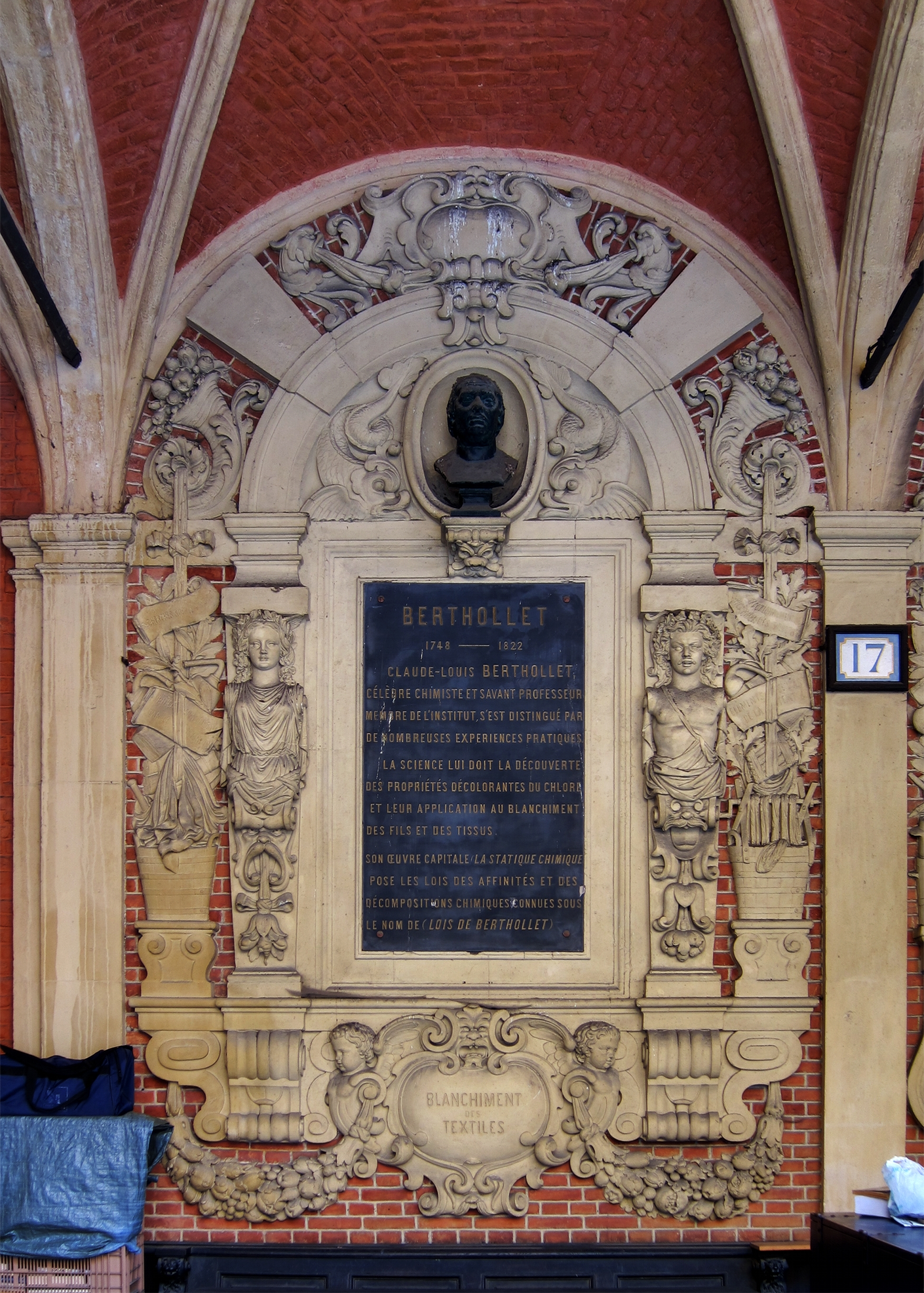
Hommage à Claude Louis Berthollet
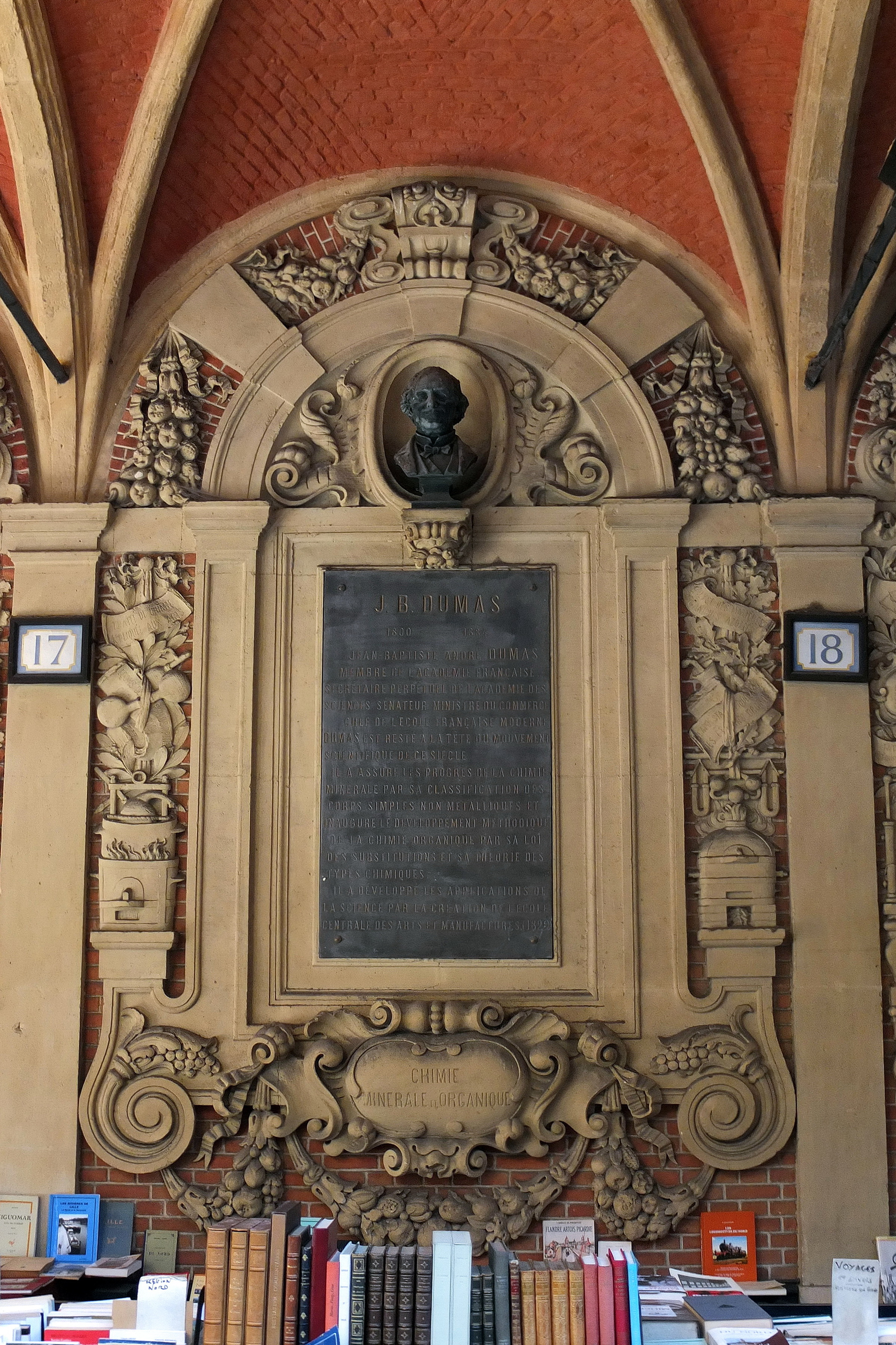
Hommage à Jean-Baptiste Dumas
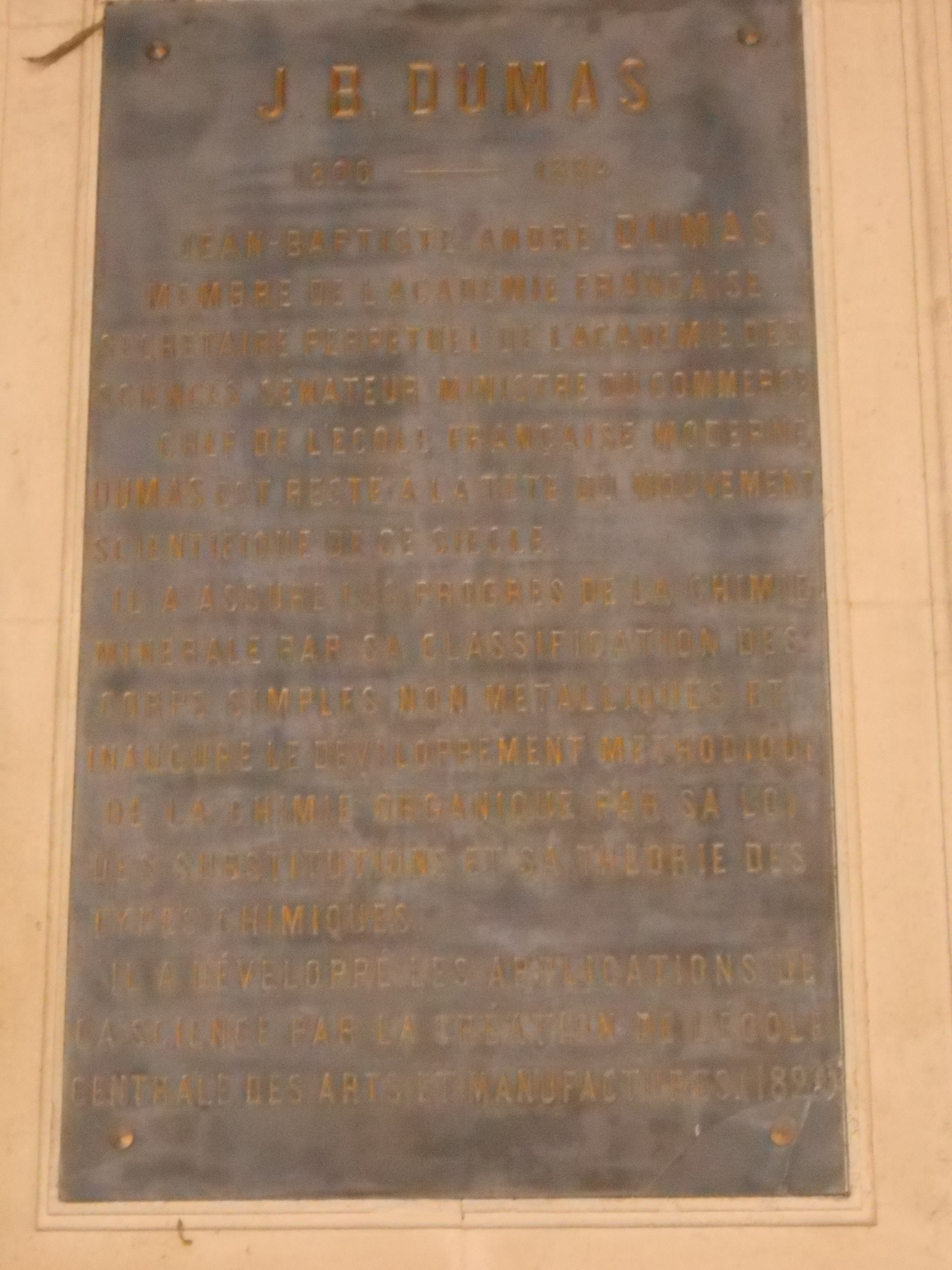
Jean-Baptiste Dumas
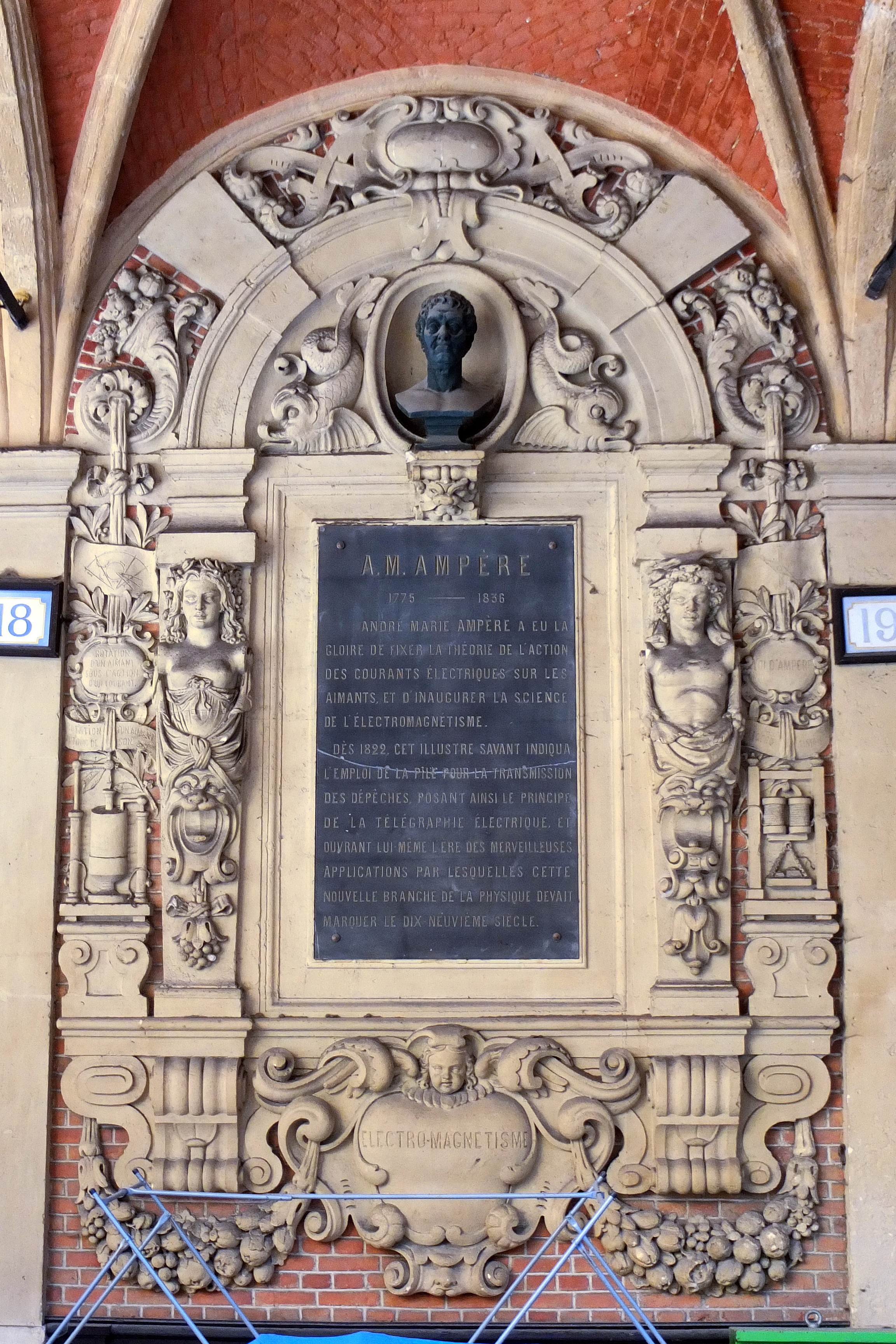
Hommage à André-Marie Ampère
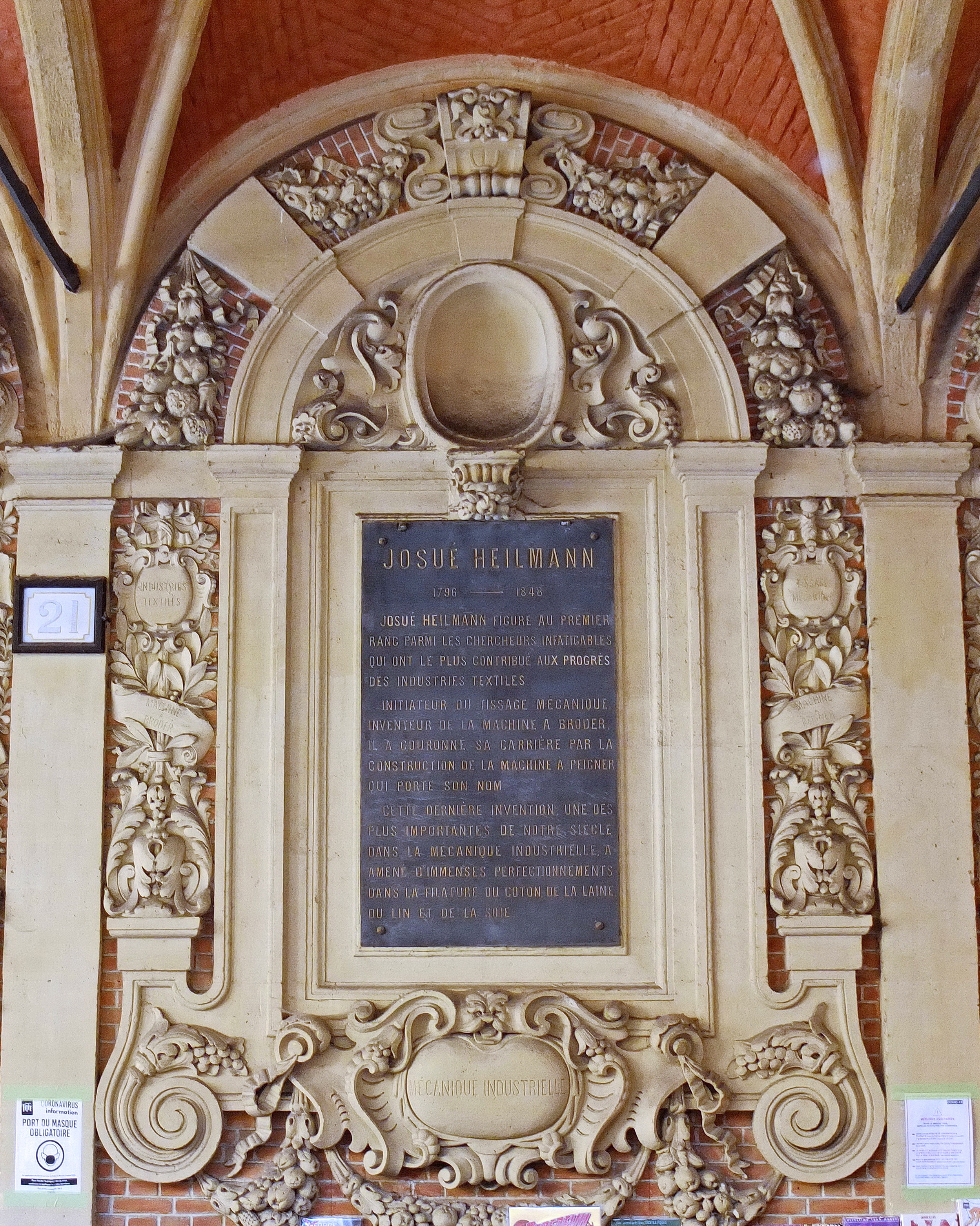
Hommage à Josué Heilmann
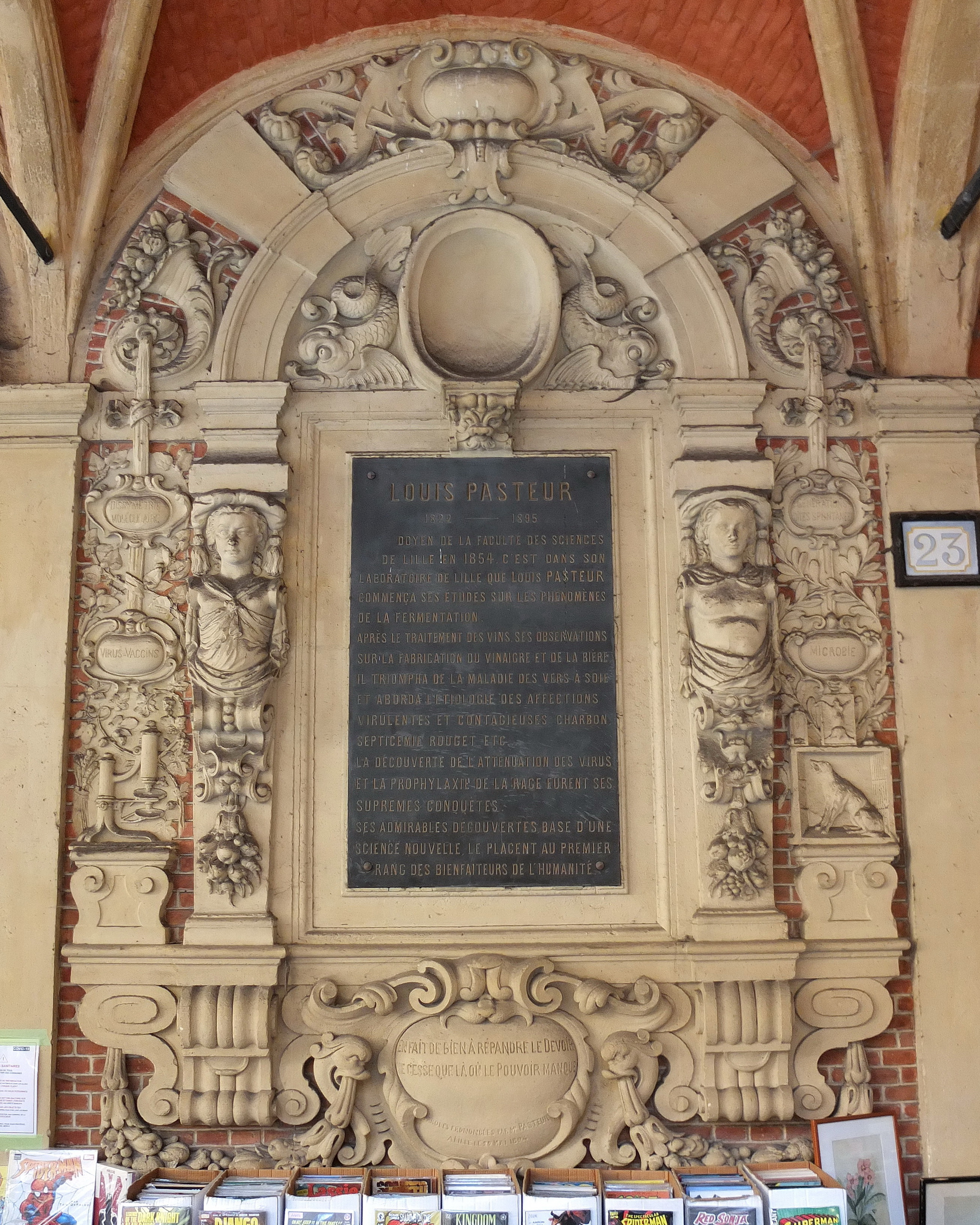
Lille - Galerie intérieure de la Vieille Bourse — Hommage à Louis Pasteur

### Galerie des courtiers
Personnalités honorées dans la galerie des Courtiers, côté rue des sept Agaches :

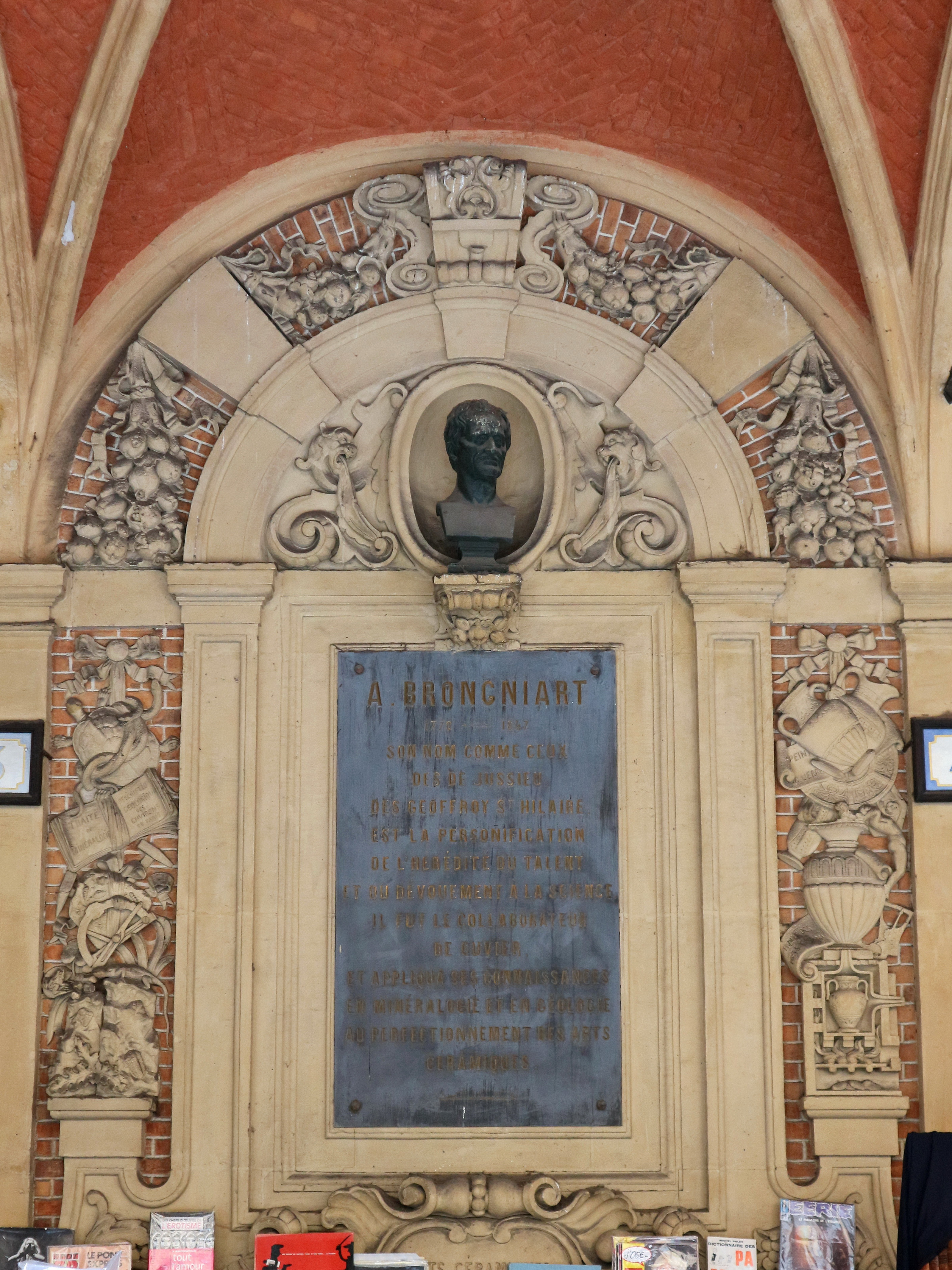
Alexandre Brongniart
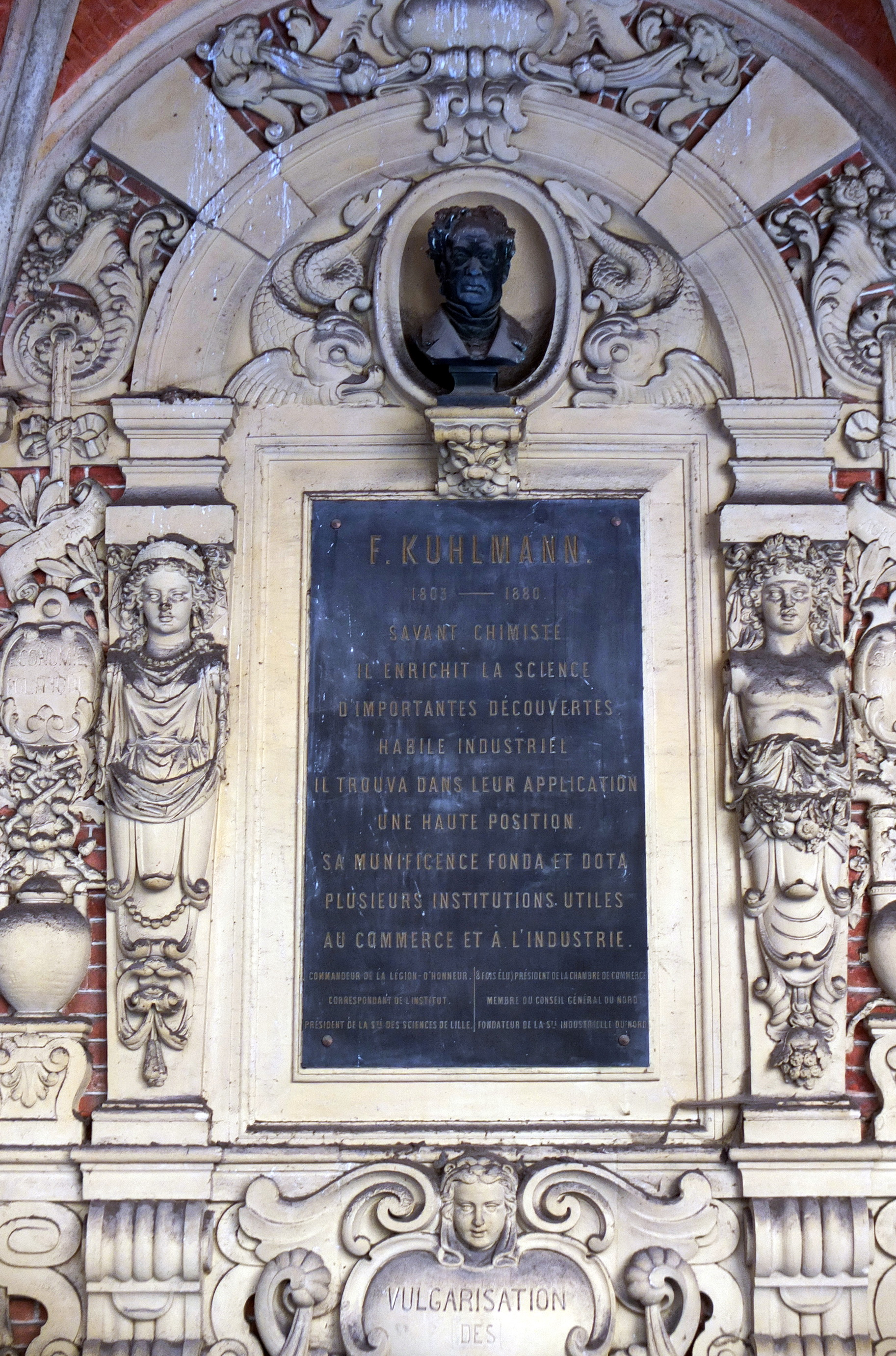
Frédéric Kuhlmann
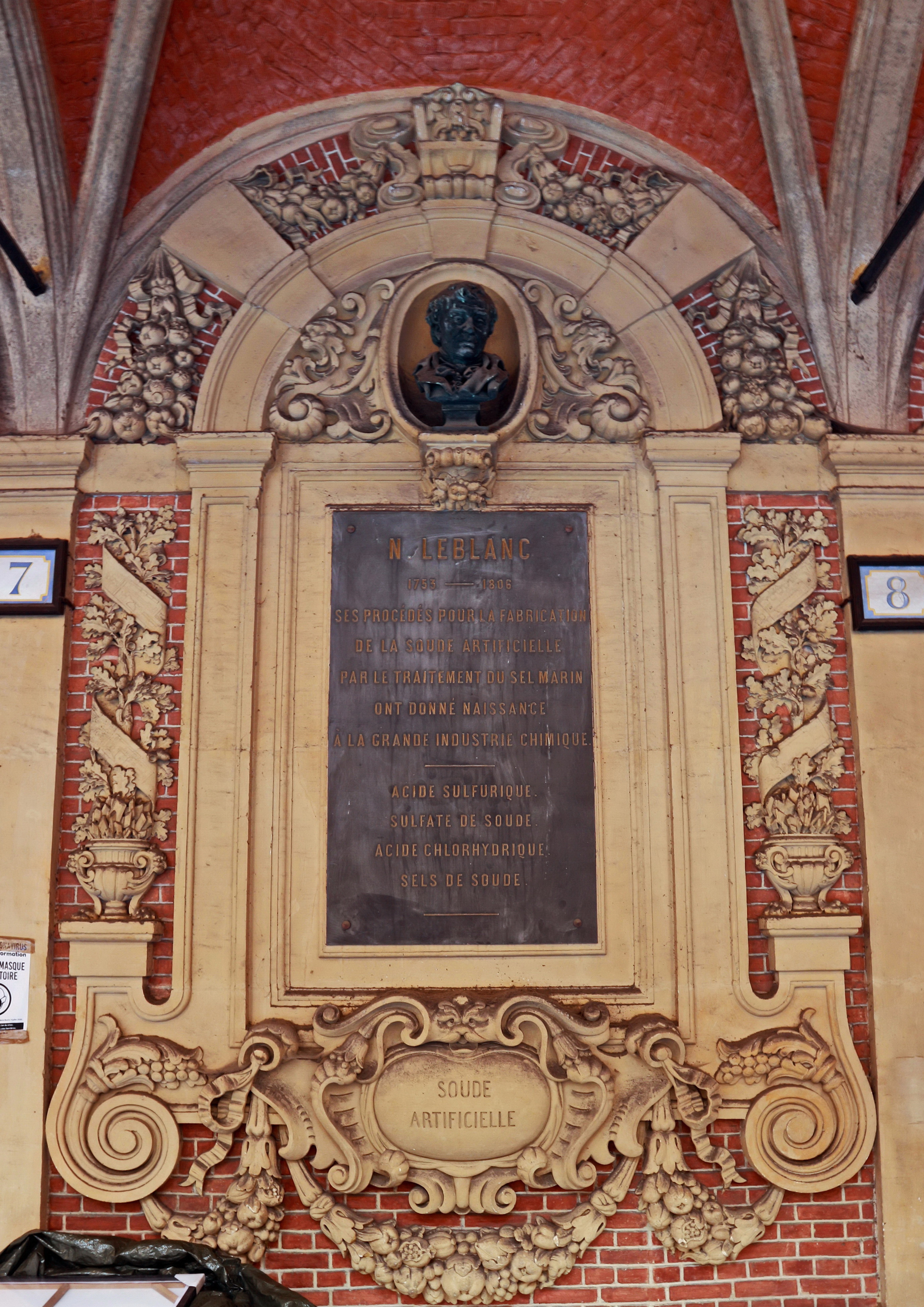
Nicolas Leblanc
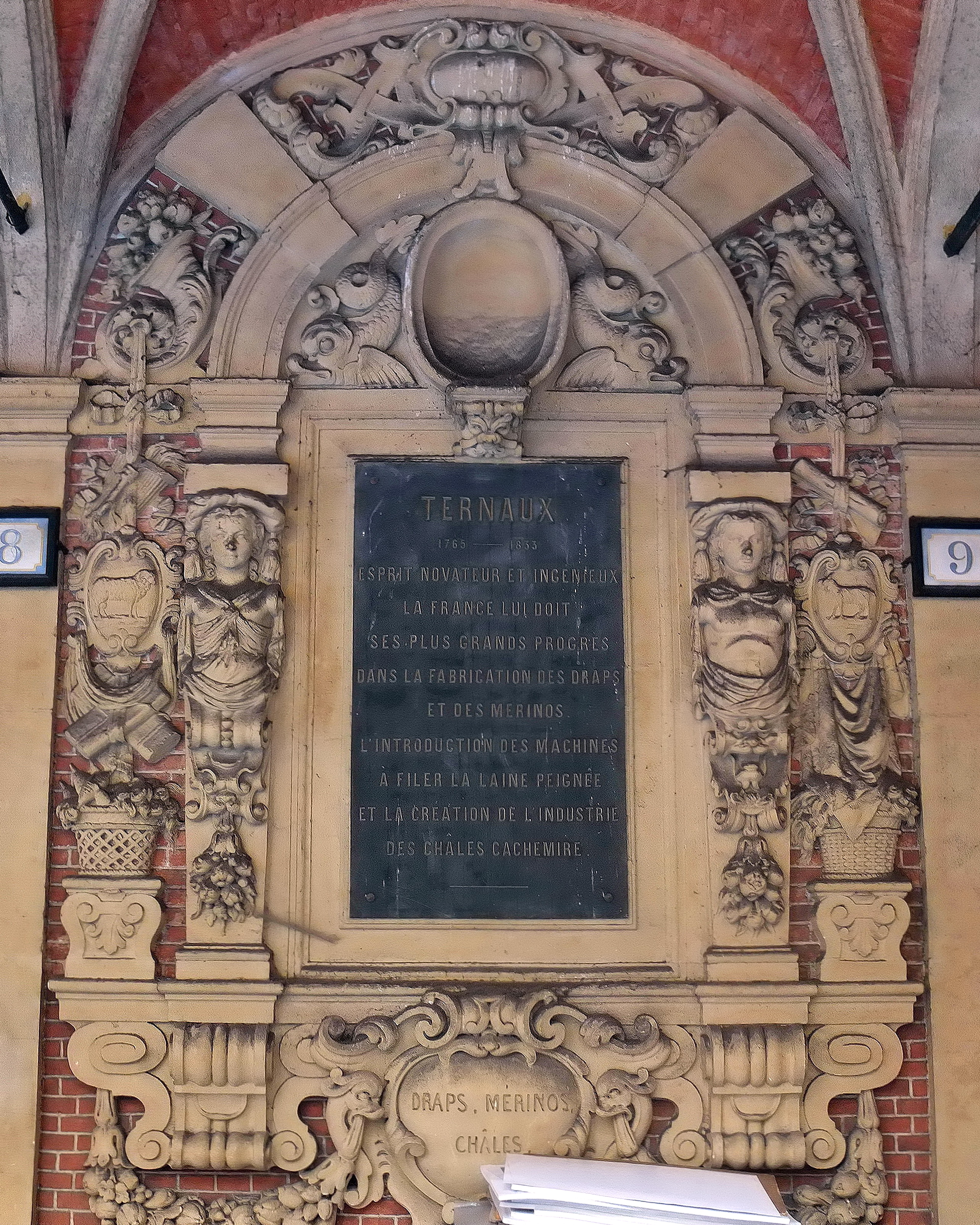
Guillaume Louis Ternaux

### Galerie du théâtre
Personnalités mises à l'honneur dans la galerie du Théâtre, côté place du Théâtre. :

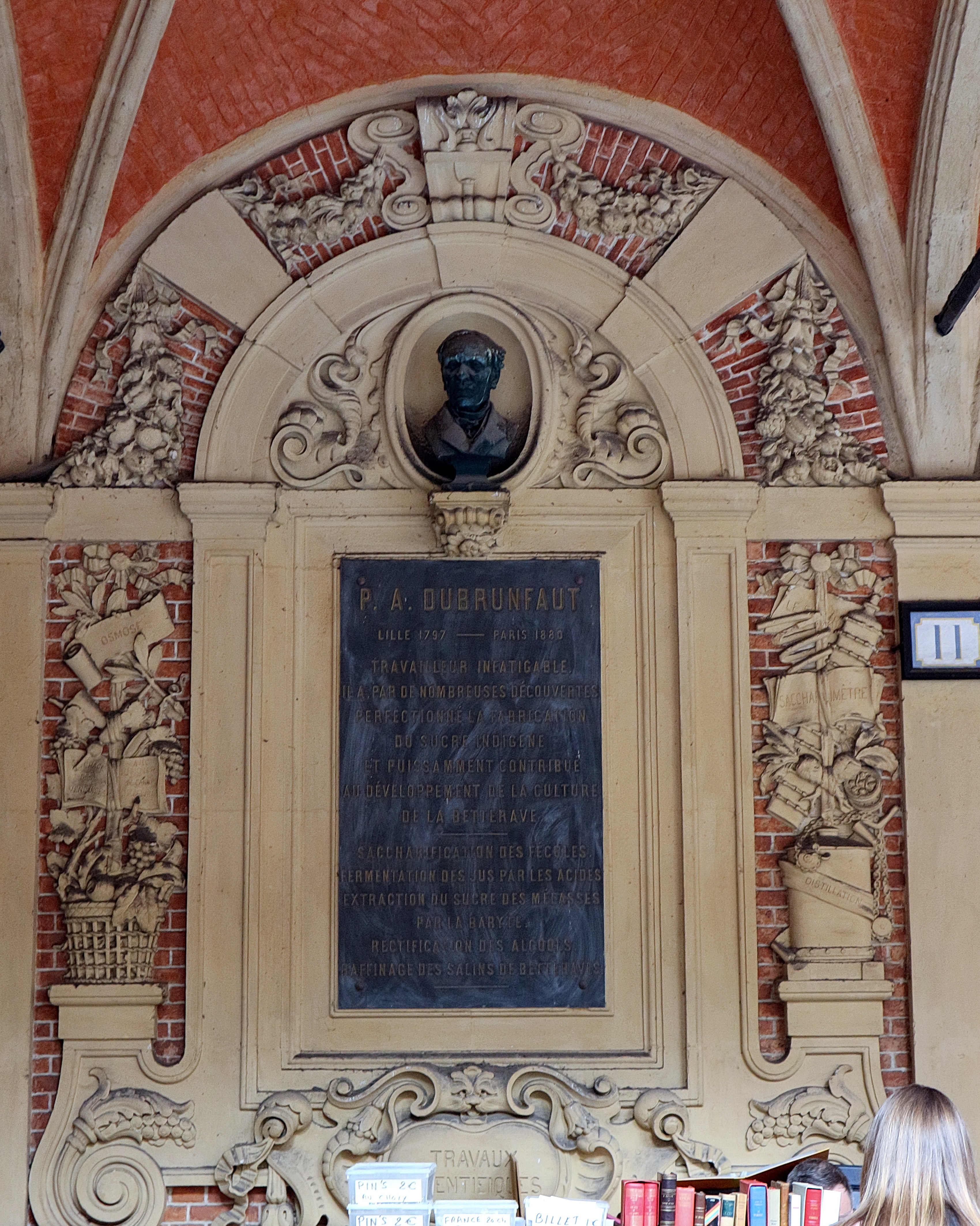
Augustin-Pierre Dubrunfaut
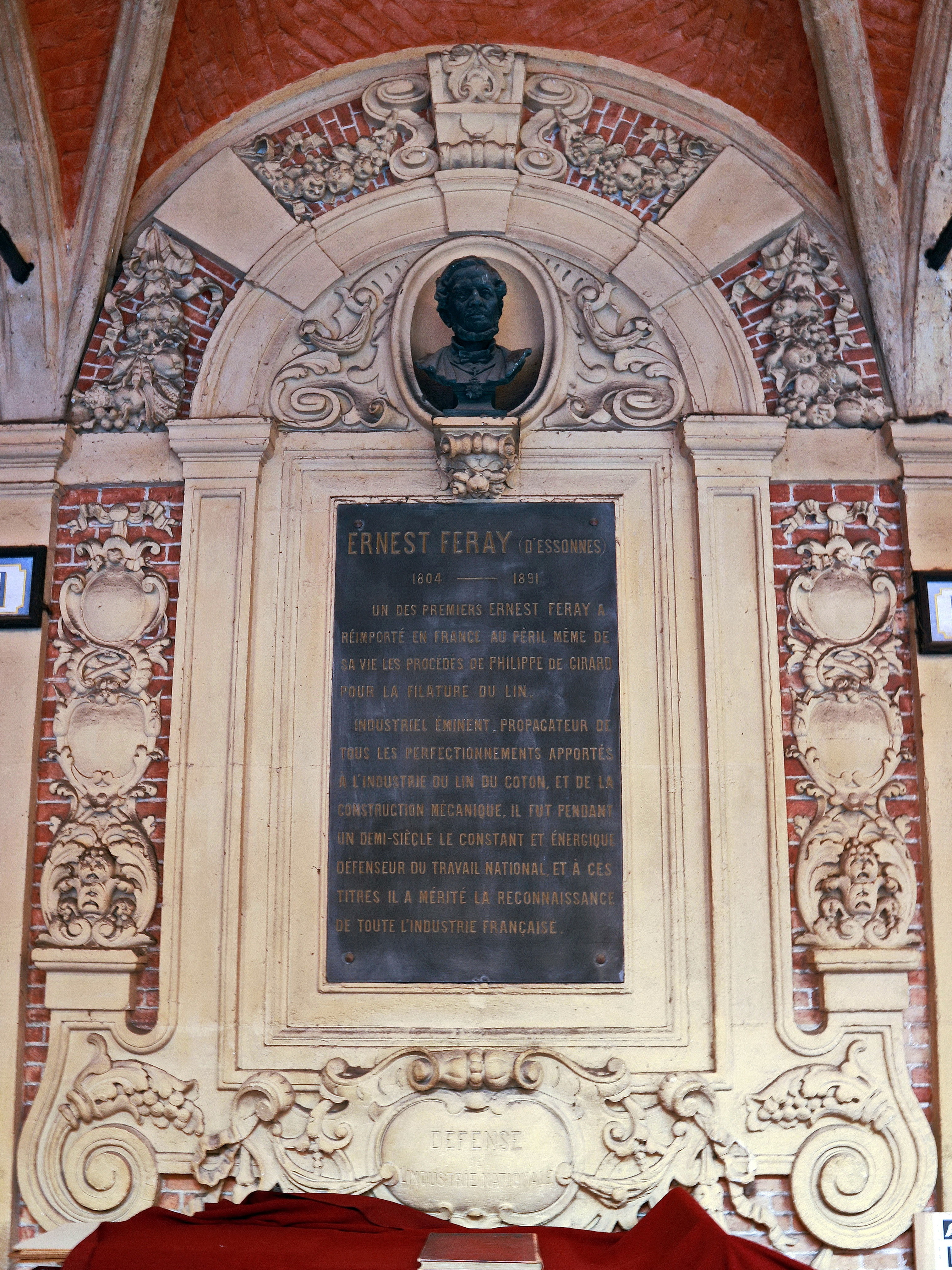
Ernest Feray (d'Essonnes)
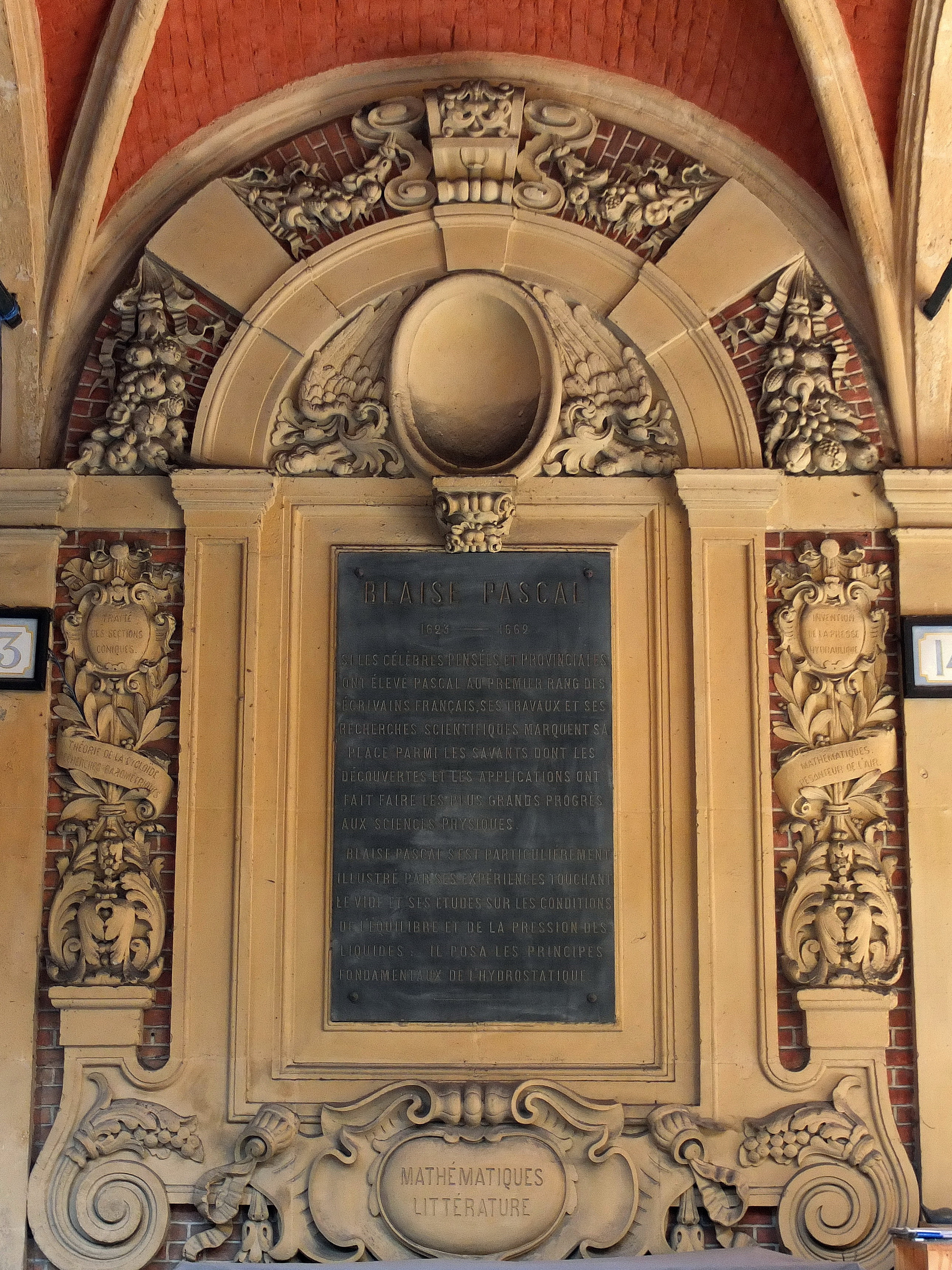
Blaise Pascal
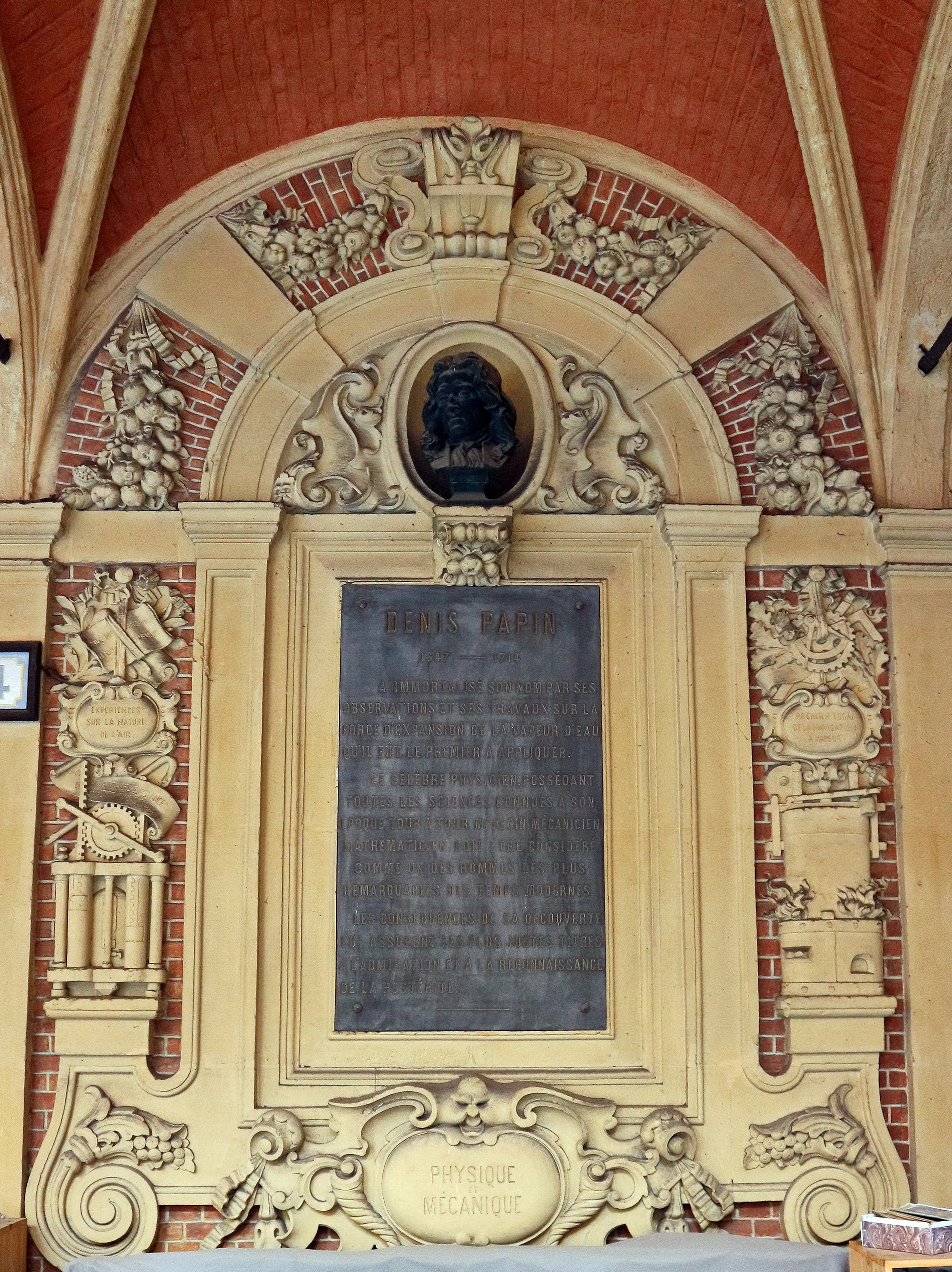
Denis Papin

## Le Printemps de la Vieille Bourse
De 1995 à 2009, les étudiants de l'IAE de Lille fêtaient la Vieille Bourse en proposant un festival de jazz, Le Printemps de la Vieille Bourse.